# Календарь (гора)
Календари — горная вершина в системе Алтайских гор. Расположена в Глубоковском районе Восточно-Казахстанской области.

## Описание
Рядом с горой имеется вторая вершина — Календарёнок, с которой Календарь соединён перешейком. Вершина Календаря — 1113,3 метра, Календарёнка — 1107,1. На Календарёнке имеется триангуляционный знак. Местные жители говорят, что с вершины Календаря открывается вид сразу на 40 деревень.

## Этимология названия
Как сообщает исследователь Алтая креаеведа В. И. Верещагин (1871—1956), название Календарь связано с возможностью предсказывать осадки по внешнему виду горы. В. И. Верещагин писал, как в его присутствии местный старожил сделал верный прогноз о дожде, объяснив, что скопление облачности на её вершине всегда предвещает ненастную погоду.

## Галерея

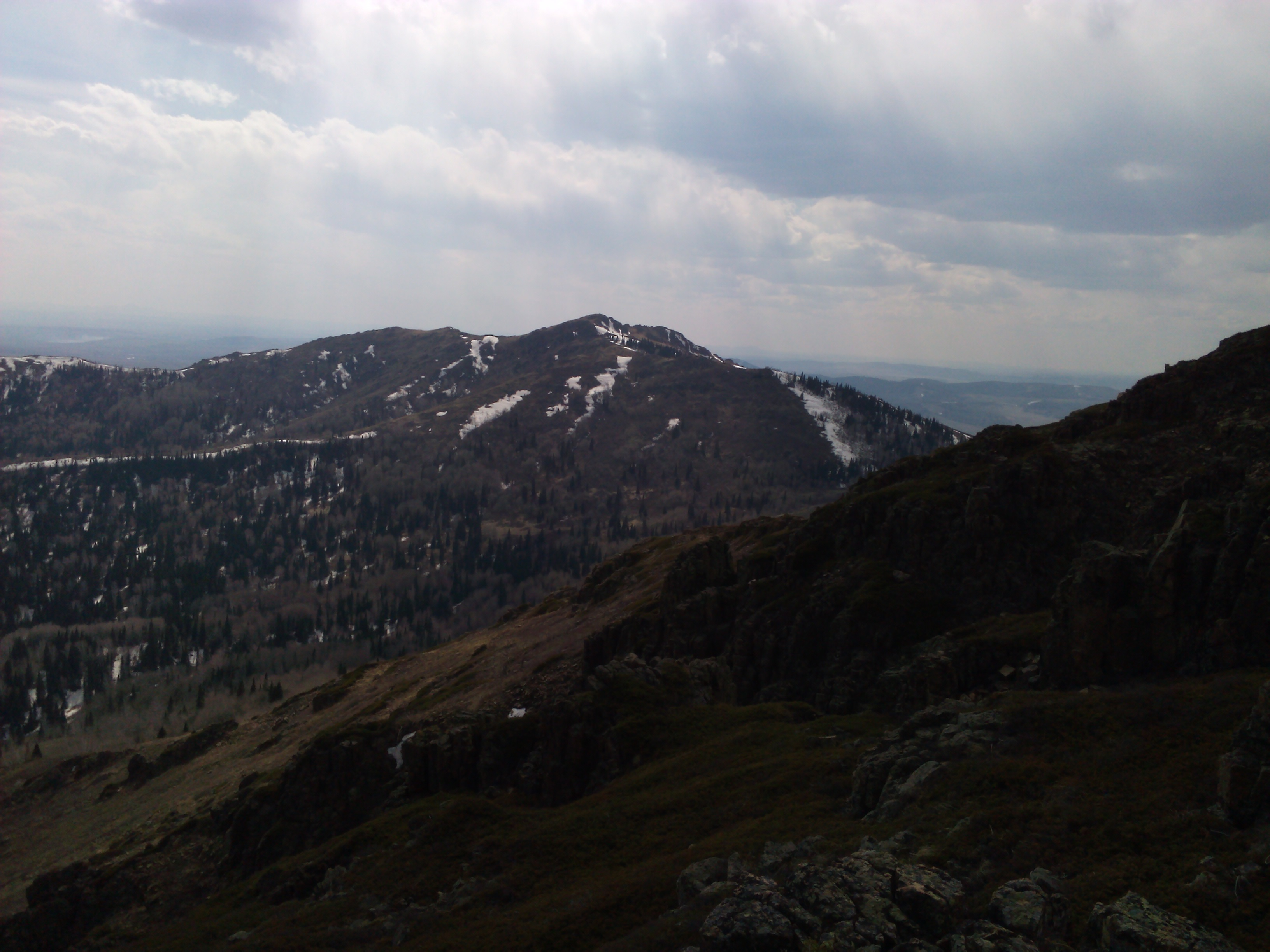
Вид весной с горы календарь
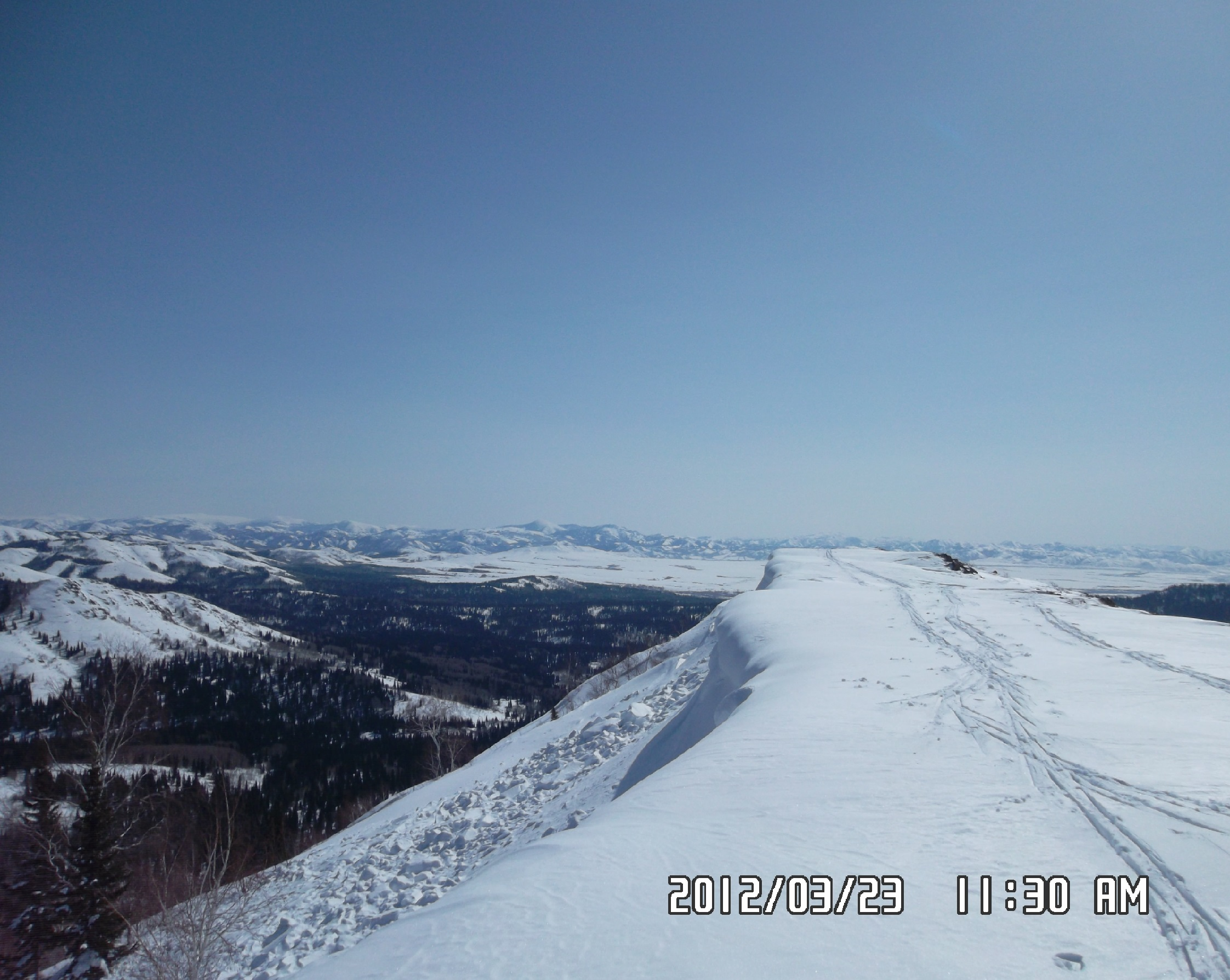
Снежные наносы зимой